# Davor Dujmović
Davor Dujmović, född 20 september 1969 i Sarajevo, död 31 maj 1999 Novo Mesto, var en jugoslavisk skådespelare.
Han är främst känd för sina roller i Emir Kusturicafilmer som 
"Perhan", i Zigenarnas tid (1989) , "Bata" i Underground (1995) och "Mirza", i When father was away on business (1989).
Hans karriär inleddes då han mötte regissören Emir Kusturica på Sarajevos gator, Emir höll på att rollbesätta When father was away on business och Davor var perfekt för rollen som "Mirza" (den äldre brodern i filmen). Emir såg att Davor hade möjligheter att bli framgångsrik och fortsatte att ha med honom i sina filmer. 
Han var med i den jugoslaviska komedishowen Top Lista Nadrealista.
Under 1990-talet började Davor att använda droger och blev heroinmissbrukare. Under krigets första månader stannade han i Sarajevo men flyttade sedan till Belgrad där han medverkade i Underground. I slutet av kriget flyttade han till Banja Luka i Bosnien och Hercegovina, där han tillsammans med Andrej J. Gartner startade en fond för kulturen i Republika Srpska. Han tillbringade sin sista tid tillsammans med sin flickvän i Novo Mesto, Slovenien. Davor Dujmovic begick självmord 1999, efter en svår depression. 